# Leksa-szigetek
A Leksa-szigetek két darab szigetből álló szigetcsoport a Trondheimsleia-szorosban. Agdenes kistérség területén fekszenek, Sør-Trøndelag megye nyugati részén, Norvégia északi részén. A Leksa-szigetek két különálló tagja közül az északi Nord-Leksa, míg a déli Sør-Leksa.. A sziget legmagasabb pontja, a Jotudalskallen 102,4 méter magas.
A két szigetet 1986 óta egy kisebb út köti össze egymással. Körülbelül mintegy harminc főre tehető a lakosság száma és a szigeteken mindössze négy farm működik. A Leksa-szigeteken található postahivatal, egy kisebb bolt, illetve egy üdülő. Vernes és Garten felől autókomp közlekedik Nord-Leksára. A Sør-Leksán található kikötőből expressz katamarán közlekedik Trondheimbe és Kristiansundba. Sør-Leksán az 1978-ban épített hullámtörő gát oltalmában kis halászkikötő található. A második világháború alatt mintegy 300 német katona állomásozott itt, valamint mintegy 60-70 lengyel és orosz hadifogoly volt itt fogságban két éven keresztül. A szigetek nyugati részén, Gangsguta mellett erődítési munkálatokat végeztettek velük, amely erődítményeket Leksa Kystbatterinek hívták. Az erődítmény romjai a mai napig megtekinthetőek.

## Fordítás
Ez a szócikk részben vagy egészben  a   Leksa című angol Wikipédia-szócikk ezen változatának fordításán alapul.  Az eredeti cikk szerkesztőit annak laptörténete sorolja fel. Ez a jelzés csupán a megfogalmazás eredetét és a szerzői jogokat jelzi, nem szolgál a cikkben szereplő információk forrásmegjelöléseként.